# A Banda Mais Bonita da Cidade
A Banda Mais Bonita da Cidade é uma banda brasileira de indie rock formada em 2009, que ficou conhecida dentro e fora do país com o videoclipe da música "Oração" composta por Leo Fressato, lançado no YouTube em 2011.
Banda composta por Uyara Torrente no vocal, Vinícius Nisi no teclado, Luís Bourscheidt na bateria, Eduardo Rozeira na guitarra e Vic Vilandez no baixo. Até o início de 2014 o guitarrista oficial da banda era Rodrigo Lemos, mas ele deixou a banda para seguir carreira solo.
A banda já lançou ao longo da sua história quatro álbuns de estúdio, um DVD ao vivo, o single “Quiçá” em 2020 e dois EPs.

## História
A banda foi formada em 2009 com a proposta de cantar autores locais, desde então, pesquisou os produtos de vários compositores, escolheu músicas e passou a rearranjá-las para deixar ao estilo do grupo.

Participou de apresentações musicais no Wonka Bar, em Curitiba, como o show "Canções de Inverno" de Luiz Felipe Leprevost e o show "A Saudade Mata Gente, Panaca" de Uyara Torrente. Foi sendo criada e desenvolvida a ideia de produzir as músicas de compositores curitibanos.
Por causa do videoclipe que originou o grande sucesso, a banda concorreu ao VMB 2011, na categoria "Webclipe", sendo, no entanto, derrotada pela Banda Uó com a música "Shake de Amor".

### Oração
O videoclipe de "Oração" foi gravado em plano-sequência e foi lançado no YouTube em 17 de maio de 2011.
Recebeu quase 5 milhões de visualizações em apenas três semanas.
Foi considerada a revelação musical e videoclíptica da semana (18 de maio de 2011) pelo website da MTV.
O vídeo foi gravado, no dia de aniversário de 24 anos da vocalista em uma casa de mais cem anos situada no sítio da avó da cantora e compositora Ana Larousse, na cidade de Rio Negro, no Paraná.

Este, não tinha necessariamente o intúito de ser um videoclipe, mas sim o registro de um trabalho com 16 amigos de diferentes regiões do Brasil.

A ideia do clipe consiste no cantor e compositor Leo Fressato sendo filmado em tempo real passeando pelos cômodos da casa com um gravador. Pelo caminho, vai encontrando músicos que o acompanham com diversos instrumentos. A canção é formada, basicamente, pela repetição de um refrão com quatro estrofes durante seis minutos. Considerada de ritmo contagiante, a música tornou-se sucesso em redes sociais pela letra simples com mensagem facilmente interpretada, se tornando mais um viral brasileiro no YouTube.

## Discografia

### Álbuns de estúdio
- 2011: A Banda Mais Bonita da Cidade
- 2013: O Mais Feliz da Vida
- 2017: De Cima do Mundo Eu Vi o Tempo
- 2024: O Futuro já está Acontecendo

### Álbuns ao vivo
- 2016: Ao Vivo no Cine Joia

### EP´s
- 2012: Canções Que Vão Morrer no Ar
- 2023: Maré Alta, Enfim

#### A Banda Mais Bonita da Cidade (Primeiro Álbum)
Ainda em 2009, o tecladista da banda Vinícius Nisi usava seu canal no YouTube de nome "Vini83" para postar vídeos da banda em shows e também em gravações caseiras. Uma dessas gravações foi o vídeo Oração, que obteve um relativo sucesso e ajudou muito na divulgação do trabalho da banda . A banda utilizou o Catarse.me, um site que promove financiamentos coletivos de projetos culturais, para arrecadar fundos para a produção de cada faixa do CD, prometendo premiar os colaboradores com CDs personalizados, camisetas, participação em festas da banda e até mesmo desenhos confeccionados pela vocalista Uyara Torrente. O álbum foi disponibilizado para download gratuito no site oficial da banda em 31 de outubro de 2011 e lançado oficialmente em 12 de dezembro de 2011, em um show no Teatro Guairinha, em Curitiba. Depois disso, a banda seguiu fazendo shows pelo Brasil e também em Portugal, França, Espanha, Argentina e Uruguai.
O álbum lançado em 2011 conta com 12 faixas. As canções escolhidas foram compostas por diversos autores, integrantes da banda e outros artistas. A tiragem inicial foi de 5.000 cópias e a segunda edição, totalizando 10.000 cópias autorizadas. Lançado também em formato digital MP3, o álbum foi distribuído gratuitamente para download no site da banda. Realizado com recursos de financiamento colaborativo o primeiro álbum reúne músicas que ainda hoje participam dos shows ao vivo de A Banda Mais Bonita da Cidade e é considerado raro pela pequena quantidade de cópias em circulação. A edição física em CD vem acompanhada de encarte com agradecimentos à todas as pessoas que contribuíram com a realização do projeto através do financiamento coletivo. Em comparações da mídia especializada este álbum não teve a mesma qualidade de organização, quando comparado ao segundo álbum da banda de 2013, O Mais Feliz da Vida.

#### Canções que Vão Morrer no Ar
No ano de 2012, A Banda Mais Bonita da Cidade e o cantor China realizaram nos dias 15 e 16 de Junho o show "Canções Que Vão Morrer no Ar" no Teatro Paiol, em Curitiba.
A boa repercussão do show, rendeu à banda, a criação de um vinil compacto de sete polegadas, composto por duas canções: "Terminei Indo" (lado A), e "Só serve pra dançar" (lado B).
As duas escritas por China, sendo a primeira com a colaboração de Yuri Queiroga e Jr. Black.
O disco foi lançado no dia 15 de dezembro do mesmo ano, também no Paiol, trazendo o mesmo show de junho. Devido a grande procura de ingressos para o show, a banda abriu uma sessão extra de apresentação que aconteceu logo após o lançamento oficial do vinil. Foi disponibilizado para download gratuito, um álbum inédito composto por 5 canções, incluindo as duas que compõe o vinil.
"o futuro já está acontecendo "(2024)
Lançado no dia 10 de abril de 2024, com capa que expõe arte de Efe Godoy, o disco "o futuro já está acontecendo" alinha oito músicas no repertório formatado com produção musical e arranjos de Eduardo Rozeira e Vinícius Nisi.
A intenção da banda foi criar sonoridade etérea que harmoniza sintetizadores à moda dos anos 1990, arranjos orquestrais e referências da música oriental.
O repertório do álbum O futuro já está acontecendo apresenta as músicas Teu chá (Léo Fressato), Dias de ui (Amora Pera), Calma (Julia Ortiz), Peraí (Larie Tavares), Talhamar (Eduardo Rozeira), De visita (Naluz), Promissões (Klüber) e Luz e lugar (Julia Branco e Juliano Holanda).